# Scoparia australiensis
Scoparia australiensis là một loài bướm đêm trong họ Crambidae.